# Vermummungsverbot

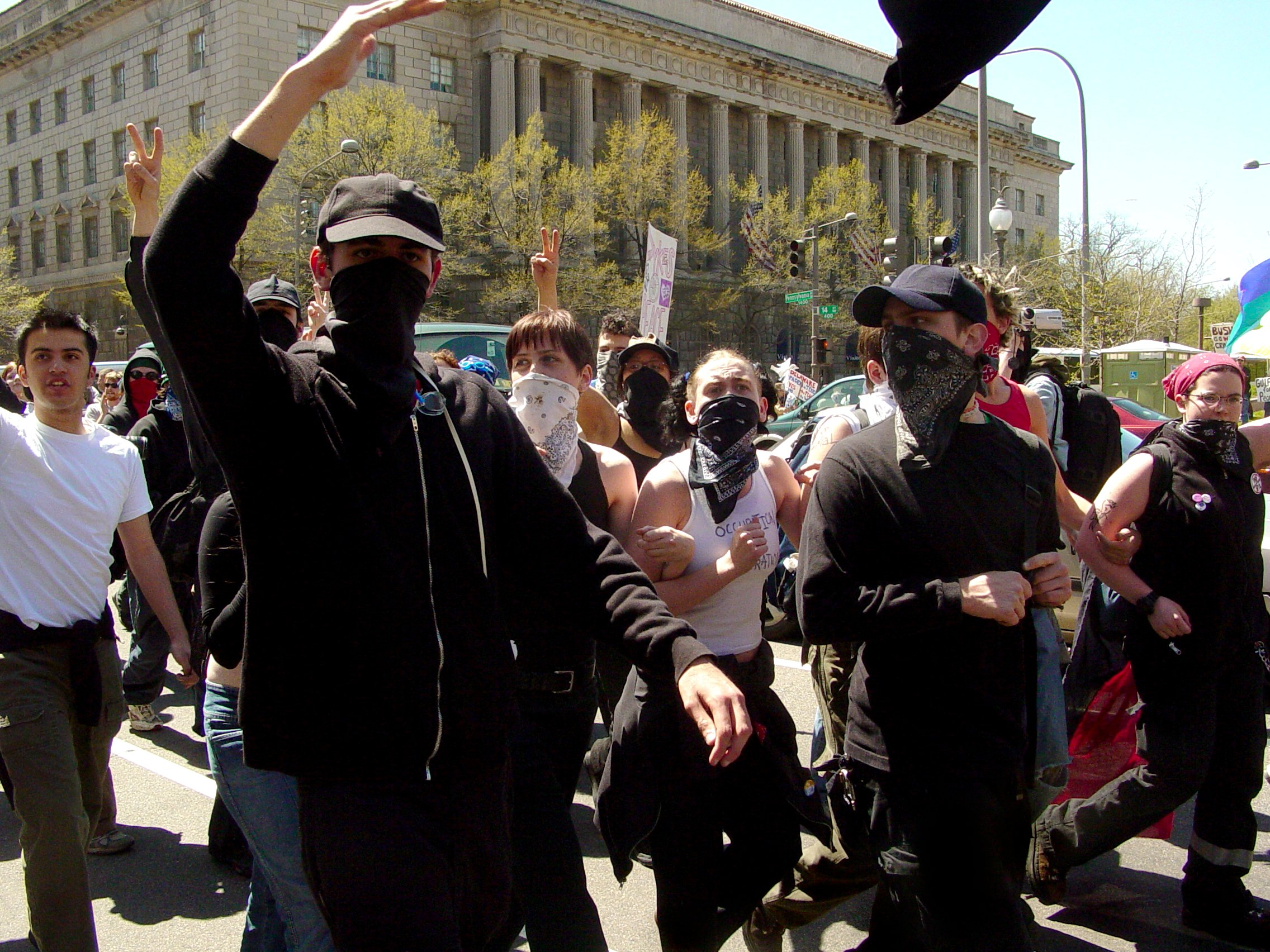
Vermummte Demonstranten in den USA

Ein Vermummungsverbot untersagt Teilnehmern von Demonstrationen, ihr Gesicht zu verdecken oder Gegenstände mitzuführen, die dazu bestimmt sind, das Gesicht zu verdecken und damit die Feststellung der Identität zu verhindern, beispielsweise Sturmhauben. Ein Vermummungsverbot besteht unter anderem in Deutschland, in Österreich und in einigen Kantonen der Schweiz. Neben dem Vermummungsverbot gibt es in Deutschland auch ein Uniformverbot und ein Verbot von sogenannten Schutzwaffen, wie Hockeyrüstungen oder Helmen.

## Rechtslage

### Bundesrepublik Deutschland

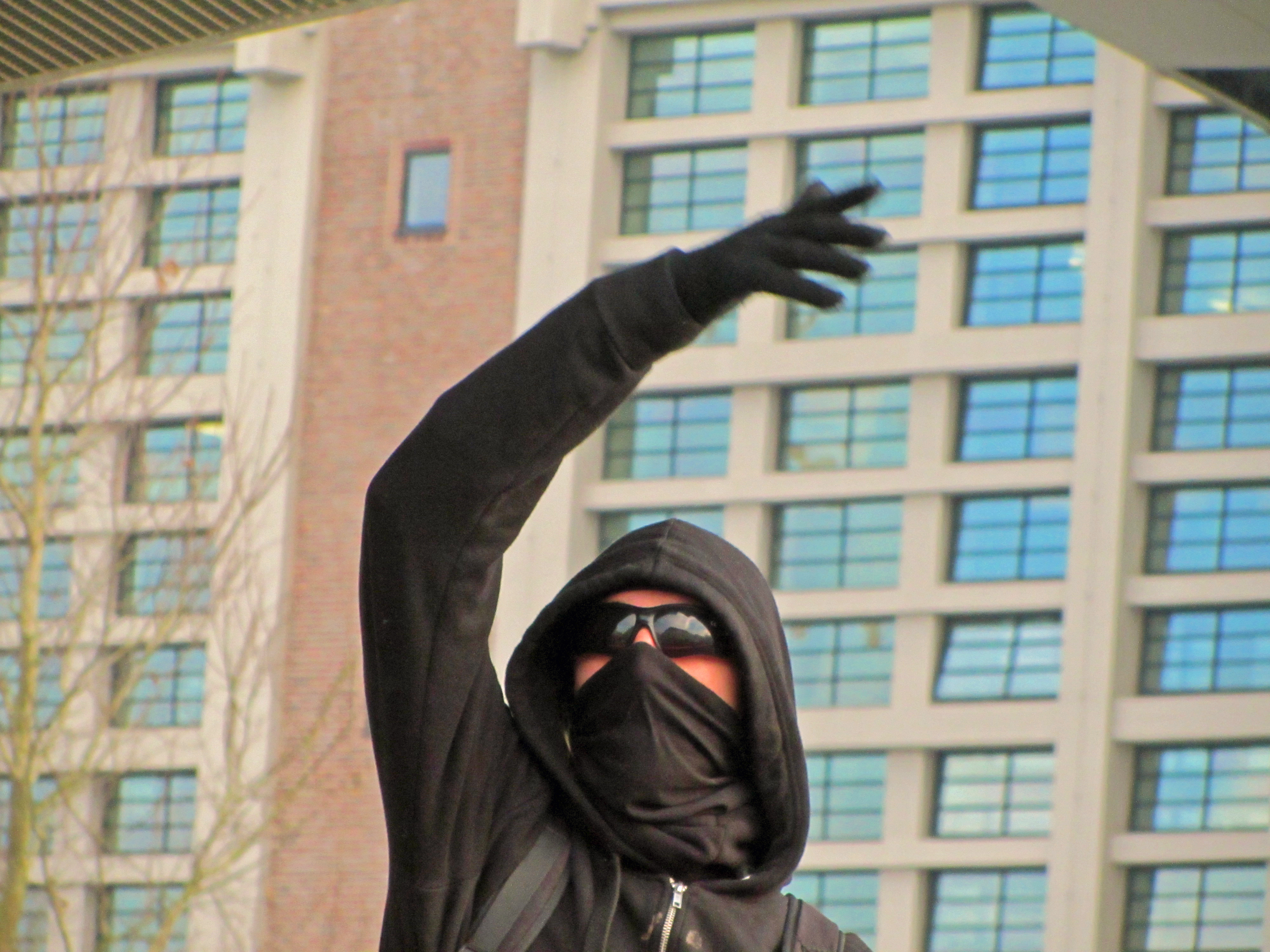
Vermummter Demonstrant in Frankfurt am Main

Es gibt kein generelles Vermummungsverbot in der Öffentlichkeit.
Nach dem § 17a Abs. 2 VersammlG, das in diesem Punkt von den meisten Bundesländern übernommen wurde, ist die Vermummung bei Versammlungen oder sonstigen öffentlichen Veranstaltungen unter freiem Himmel (z. B. bei Fußballspielen) eine Straftat und wird gemäß § 27 Abs. 2 bzw. § 29 Abs. 2 VersammlG mit Freiheitsstrafe bis zu einem Jahr oder mit Geldstrafe unter Strafe gestellt. Das Mitführen von Vermummungsutensilien wird im VersG als Ordnungswidrigkeit mit Geldbuße bis zu 511 Euro bedroht (§ 29 Abs. 1 Nr. 1 a VersG). In Schleswig-Holstein ist die Vermummung seit 2015 nur eine Ordnungswidrigkeit, die mit maximal 1500 Euro geahndet wird (§ 24 VersFG SH).

#### Historische Entwicklung
Am 28. Juni 1985 wurde ein Verbot der „Vermummung“ und „Schutzbewaffnung“ mit den Stimmen der konservativ-liberalen Koalition unter Helmut Kohl im Bundestag beschlossen. „Vermummung“ wurde gemäß § 125 Abs. 2 StGB a. F. (Landfriedensbruch) zu einer Straftat, sofern sich die Betreffenden in einer „gewalttätigen Menschenmenge“ aufhielten und die Polizei dazu aufgefordert hatte, die Vermummung abzulegen oder sich zu entfernen; ohne polizeiliche  Aufforderung lag nur eine Ordnungswidrigkeit nach § 29 VersG a. F. vor.
1989 wurden „Vermummung“ und „Schutzbewaffnung“ generell zu Straftaten hochgestuft (vgl. oben).

#### Vermummung in Fußballstadien
Das gesetzliche Vermummungsverbot gilt grundsätzlich auch in Fußballstadien, obwohl das Fußballstadion dem Hausrecht des Veranstalters unterliegt. Hat aber zum Fußballstadion prinzipiell jedermann Zugang, was abgesehen vom Geisterspiel fast immer der Fall ist, liegt keine „Privatveranstaltung“, sondern eine „sonstige öffentliche Veranstaltung“ i. S. von § 17a Versammlungsgesetz vor. In der Praxis verzichtet die Polizei jedoch häufig trotz bestehenden Legalitätsprinzips auf das Einschreiten gegen vermummte Fußballfans, solange sie sich ruhig verhalten und es nicht aus anderen Gründen Anlass zu einem polizeilichen Tätigwerden gibt.

#### Vermummung als Kraftfahrer
Seit dem 19. Oktober 2017 dürfen Kraftfahrer ihr Gesicht nicht verhüllen oder verdecken (§ 23 Abs. 4 Satz 1 StVO). Der Fahrer muss dafür sorgen, dass seine Sicht und das Gehör während der Fahrt nicht beeinträchtigt sind. Eine Maske kann das Sichtfeld erheblich einschränken, was auch die Unfallgefahr erhöht.
Während der Corona-Pandemie wurde in einigen Bundesländern den Fahrzeugführern im ÖPNV ein Mundschutz erlaubt, sogar teilweise vorgeschrieben. Das Vermummungsverbot gilt auch für Muslimas, die während der Fahrt keinen Niqab tragen dürfen, also keine das Gesicht bis auf die Augenpartie verhüllende Vollverschleierung. Die Vorschrift ist wegen des hohen Ranges der Sicherheit des Straßenverkehrs verfassungsgemäß.

#### Karneval & Fasching
Das Vermummungsverbot gilt laut § 17a Abs. 3 VersammlG unter anderem nicht bei Gottesdiensten unter freiem Himmel, kirchlichen Prozessionen, Wallfahrten, Züge von Hochzeitsgesellschaften und Volksfesten. Dementsprechend ist eine Vermummung an traditionellen Festen wie Fasching grundsätzlich nicht verboten.  In § 17a Versammlungsgesetz ist zudem definiert, dass die zuständige Behörde auch noch weitere Ausnahmen machen kann. Beim Führen eines Fahrzeugs sind einige Dinge zu beachten: Wird ein Unfall verursacht, kann die Verkleidung schnell dazu führen, dass sich für den Betroffenen Nachteile bezüglich der Versicherung ergeben. So ist es wahrscheinlich, dass ihm zumindest eine Teilschuld zugesprochen wird oder im schlimmsten Fall auch der Versicherungsschutz erlöschen kann.

### Österreich

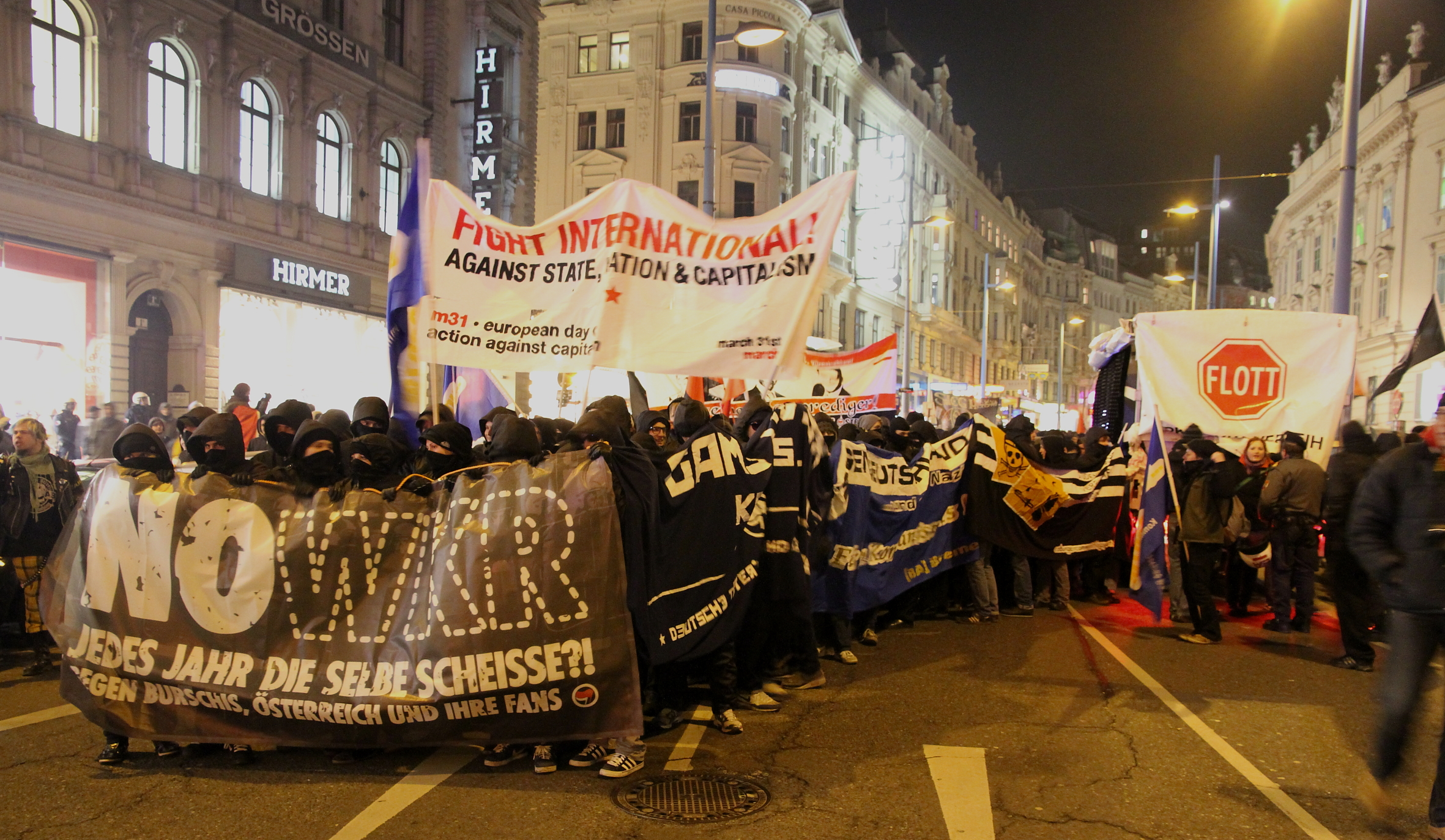
Schwarzer Block 2012 in Wien

In Österreich ist das Vermummungsverbot im § 9 Versammlungsgesetz geregelt. Von einer Durchsetzung des Verbotes kann abgesehen werden, wenn eine Gefährdung der öffentlichen Sicherheit und Ordnung nicht zu befürchten ist. Ein Verstoß kann gemäß § 19 mit einer Freiheitsstrafe von bis zu sechs Wochen oder mit einer Geldstrafe bestraft werden. Sofern beim Verstoß eine Waffe mitgeführt wird, so sieht § 19a eine Freiheitsstrafe bis zu sechs Monaten, im Wiederholungsfall von bis zu einem Jahr, oder Geldstrafe vor.
Das Vermummungsverbot wurde am 9. Juli 2002 im Nationalrat mit den Stimmen der damaligen Regierungsparteien (FPÖ und ÖVP, siehe Regierung Schüssel) beschlossen.
Mit 1. Oktober 2017 gilt das Anti-Gesichtsverhüllungsgesetz, das ein Verschleierungsverbot einführt und die Verhüllung der Gesichtszüge im öffentlichen Raum verbietet.

### Schweiz
In den Kantonen Basel-Stadt (1990), Zürich (1995), Bern (1999), Luzern (2004), Thurgau (2004), Solothurn (2006) und St. Gallen (2009) besteht ein Vermummungsverbot. Die kantonalen Gesetze schreiben als Bestrafung Haft oder Buße für den vor, der sich bei bewilligungspflichtigen Versammlungen oder Kundgebungen unkenntlich macht. Das Tessiner Verschleierungsverbot (Volksabstimmung 2013) verbietet es, in der Öffentlichkeit sein Gesicht zu verhüllen oder zu verbergen, was auch die Vermummung während Versammlungen betrifft.
Das Vermummungsverbot in Basel wurde vom Bundesgericht im Rahmen einer staatsrechtlichen Beschwerde überprüft und für verfassungskonform befunden. Das Bundesgericht betrachtete die Möglichkeit einer Ausnahmebewilligung (z. B. Kundgebungen von Homosexuellen oder von islamischen Frauen, aber auch bei Veranstaltungen gegen die schlechte Luft mittels Gasmasken) als entscheidend.

### Italien
In Italien gibt es seit 1975 ein Vermummungsverbot in der Öffentlichkeit. Artikel 5 der Legge 22 maggio 1975, n. 152, lautet übersetzt etwa: Verboten ist der Gebrauch von Schutzhelmen ('caschi protettivi') oder von jedem anderen Mittel, das angewendet wird, um das Erkennen einer Person zu erschweren, an einem öffentlichen Ort oder einem Ort, der für die Öffentlichkeit zugänglich ist, ohne gerechtfertigtes Motiv ('giustificato motivo'). (…)
Das Gesetz wurde während der Anni di piombo (bleiernen Jahre) eingeführt, während derer es in Italien extremistische und terroristische Vereinigungen, zahlreiche gewalttätige Demonstrationen, einige politische Morde (z. B. Aldo Moro 1978) und zahlreiche Anschläge (allein 140 zwischen 1968 und 1974, z. B. Ende 1969 in Mailand) gab.

### Südafrika
In Südafrika wurde 1969 das Vermummungsverbot als Bestandteil der Apartheidpolitik durch das Gesetz Prohibition of Disguises Act (Act No. 16 / 1969) eingeführt. Handlungen gegen dieses Gesetz wurden mit Geldstrafe bis 200 Rand, mit Gefängnisstrafe bis zu 6 Monaten oder mit beiden zusammen bestraft. Ein Verstoß wurde unterstellt, wenn aus den Handlungsumständen der betroffenen Person geschlossen wurde, dass sie eine strafbare Handlung begehen wöllte, dazu anstiften, ermutigen oder einer anderen Person dazu verhelfen könne, es sei denn, sie würde beweisen, eine solche Absicht nicht verfolgt zu haben. Der Vorstand der Association of Law Societies kritisierte im Oktober 1969 die Tendenz des Staates, wonach die Beweisführung zum Nachweis der Unschuld in unterstellten Straftaten zunehmend auf die Angeklagten verschoben werde. Dieses Gesetz zählte als flankierende Rechtsvorschrift zum Internal Security Act von 1982 zu den wichtigsten Regelungen in diesem Wirkungskreis.

## Hintergrund

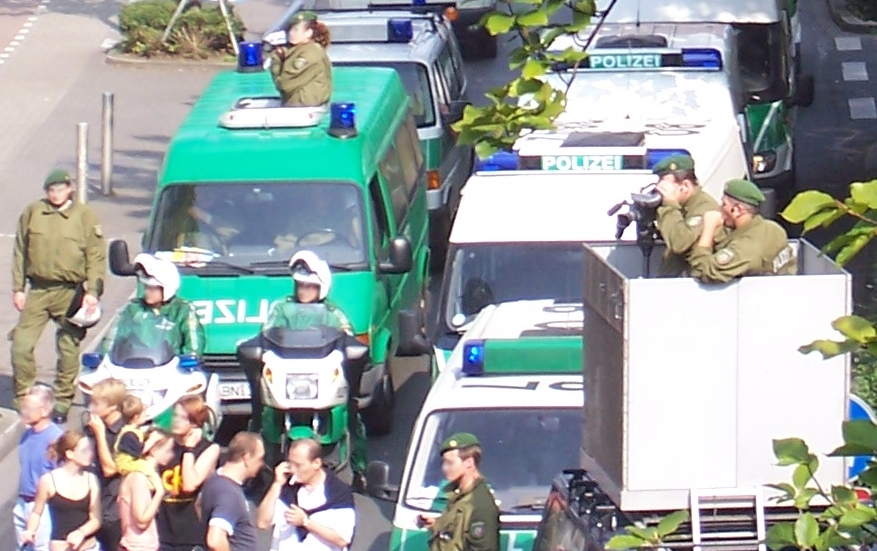
Polizeiliche Videoüberwachung bei einer Demonstration

Ziel des Vermummungsverbotes ist es, eine Verfolgung von während einer Demonstration begangenen Straftaten zu erleichtern. Um dies mittels Gesichtserkennung zu ermöglichen, dürfen polizeiliche Video- und Fotografentrupps Bildaufnahmen von Personen machen, von denen erhebliche Gefahren für die öffentliche Sicherheit oder Ordnung ausgehen. Eine Vermummung würde eine Identifizierung erschweren oder unmöglich machen.

## Bewertung

### Gegen das Verbot
Es ist umstritten, ob diese Einschränkung der persönlichen Freiheit ein angemessenes und notwendiges Mittel zur Aufrechterhaltung der öffentlichen Ordnung ist. Harmlose Demonstranten, die ihre Identität aus anderen Gründen nicht offen preisgeben wollen (allgemeiner Wunsch nach Anonymität, Angst vor Diskriminierung beispielsweise durch den Arbeitgeber, Angst vor gewalttätigen Übergriffen von politischen Gegnern oder der Polizei nach der Teilnahme an Demonstrationen), machen sich nach diesem Gesetz entweder strafbar oder werden vom Vermummungsverbot indirekt davon abgehalten, ihre Meinung im Rahmen einer Demonstration kundzutun. Hinzu kommt, dass Vermummungsverbote eher ein Anzeichen repressiver (Polizei-)Staaten sind als ein Merkmal liberaler Länder. Das Vermummungsverbot müsse daher auch im Kontext zu Ländern wie Nordkorea oder Ägypten gesehen werden, wo die Vermummung die Versammlungsfreiheit überhaupt gewährleistet, indem die Behörden an der Identifikation missliebiger Personen gehindert werden.

### Für das Verbot
Befürworter halten dem entgegen, dass eine vereinfachte Durchführung von Strafverfolgung dem Wunsch der Demonstranten nach Anonymität überwiege. Eine Diskriminierung durch ihren Arbeitgeber ist nicht rechtens. Zudem wird angeführt, dass vermummte Teilnehmer aufgrund ihres zuweilen martialischen Erscheinungsbildes nicht den Eindruck erwecken würden, friedlich demonstrieren zu wollen.

### Technischer Fortschritt
Unter dem Gesichtspunkt, dass heute viel Bildmaterial von Versammlungen durch Privatpersonen und nicht mehr hauptsächlich von der Presse und der Polizei angefertigt wird, muss das Vermummungsverbot gegebenenfalls neu bewertet werden. Digitale Kameras mit hoher Auflösung sind erschwinglich, und Bilder und Videos können über das Internet leicht einem breiten Personenkreis zugänglich gemacht werden, und letztlich kann in einigen Fällen auch schon biometrische Gesichtserkennungssoftware von Privatpersonen genutzt werden (FindFace als Beispiel). Ein Gericht hatte daher bereits eine Demonstrantin freigesprochen, die sich zum Schutz vor politischen Gegnern, die Kundgebungen systematisch filmen bzw. fotografieren und das Bildmaterial möglicherweise zu Repressalien verwenden, vermummt hatte. Das LG Hannover merkte an, der Gesetzgeber könne sich durch das Vermummungsverbot unwillentlich zum Gehilfen gewisser politischer Gruppierungen machen. Die Rechtsprechung ist allerdings nicht einheitlich. So hat etwa das OLG Dresden 2013 entschieden, dass das Vermummungsverbot wegen der abstrakten Gefahr, die von vermummten Demonstranten ausgehe, uneingeschränkt gelte. Die Vermummung sei folglich auch dann strafbar, wenn der Täter gar nicht beabsichtige, sich der polizeilichen Identifikation zu entziehen.
Der Wissenschaftliche Dienst des Bundestages vertrat 2018 im Sachstandsbericht „Das versammlungsrechtliche Vermummungsverbot“ die Sichtweise, dass eine Vermummung mit dem Ziel, von Dritten nicht erkannt zu werden, zulässig sei. „Daher verstößt nicht gegen das Verbot, wer sich vermummt, um von Dritten nicht erkannt zu werden. Ein solcher Fall liegt etwa dann vor, wenn sich ein Teilnehmer vor gewaltbereiten politischen Gegnern schützen will, insbesondere wenn diese Versammlungsteilnehmer fotografieren.“ Auf Basis dieser juristischen Einschätzung wurde im August 2019 vor dem Amtsgericht Germersheim ein Demonstrant vom Vorwurf der Vermummung freigesprochen.

## Durchsetzung
Das Vermummungsverbot bereitet der Polizei mehrere Probleme bei der Umsetzung. Zum einen ist es dem Ermessensspielraum der Beamten überlassen und erst später gerichtlich überprüfbar, ab wann eine Person als vermummt gilt. Auch bei einem klaren Verstoß ist das weitere Handeln von verschiedenen Faktoren abhängig: Die strafrechtliche Verfolgung jedes Vermummten ist mit einem sehr großen Aufwand verbunden. Andererseits fordert das rechtsstaatliche Legalitätsprinzip eine Ahndung aller Verstöße, was bedeutet, dass eine Demonstration von größtenteils nicht vermummten Demonstranten aufgelöst werden muss, sobald auch nur wenige Personen sich vermummen. Dadurch erhält die Polizei faktisch ein Mittel, um mehr oder weniger willkürlich die Versammlungsfreiheit einzuschränken.
Das Vermummungsverbot wurde mit der Absicht erschaffen, friedlichere Versammlungen zu gewährleisten, indem Straftäter besser verfolgt werden. Nach einigen Stimmen kann aber gerade die Durchsetzung des Verbots zur Eskalation der Gewalt führen.
Seit dem Ende der COVID-19-Pandemie werden häufig Atemschutzmasken bei Demonstrationen verwendet, um das Vermummungsverbot zu umgehen. Diese Praxis wird kontrovers diskutiert.

## Rechtsquellen
Deutschland
- Gesetz zur Änderung des Strafgesetzbuches, der Strafprozessordnung und des Versammlungsgesetzes und zur Einführung einer Kronzeugenregelung bei terroristischen Straftaten vom 9. Juni 1989 (Bundesgesetzblatt Nr. 26 vom 15. Juni 1989, Seite 1059 ff.)